# Chlorotettix bakeri
Chlorotettix bakeri är en insektsart som beskrevs av Sanders och Delong 1922. Chlorotettix bakeri ingår i släktet Chlorotettix och familjen dvärgstritar. Inga underarter finns listade i Catalogue of Life.